# Zephyrhills
Zephyrhills ist eine Stadt im Pasco County im US-Bundesstaat Florida. Das U.S. Census Bureau hat bei der Volkszählung 2020 eine Einwohnerzahl von 17.194 ermittelt.

## Geographie
Zephyrhills liegt rund zehn Kilometer südlich von Dade City sowie etwa 35 Kilometer nordöstlich von Tampa.

## Geschichte
Im Jahre 1886 wurde durch die Tropical Florida Railroad, einer Tochtergesellschaft der Florida Railroad, eine Bahnstrecke von Ocala über Zephyrhills nach Plant City eröffnet. Die Bahnlinie wurde 1890 bis Tampa verlängert.

## Demographische Daten
Laut der Volkszählung 2010 verteilten sich die damaligen 13.288 Einwohner auf 8.300 Haushalte. Die Bevölkerungsdichte lag bei 820,2 Einw./km². 88,7 % der Bevölkerung bezeichneten sich als Weiße, 4,9 % als Afroamerikaner, 0,2 % als Indianer und 1,4 % als Asian Americans. 2,7 % gaben die Angehörigkeit zu einer anderen Ethnie und 2,0 % zu mehreren Ethnien an. 10,4 % der Bevölkerung bestand aus Hispanics oder Latinos.
Im Jahr 2010 lebten in 24,2 % aller Haushalte Kinder unter 18 Jahren sowie 42,1 % aller Haushalte Personen mit mindestens 65 Jahren. 61,0 % der Haushalte waren Familienhaushalte (bestehend aus verheirateten Paaren mit oder ohne Nachkommen bzw. einem Elternteil mit Nachkomme). Die durchschnittliche Größe eines Haushalts lag bei 2,18 Personen und die durchschnittliche Familiengröße bei 2,71 Personen.
20,7 % der Bevölkerung waren jünger als 20 Jahre, 20,6 % waren 20 bis 39 Jahre alt, 23,2 % waren 40 bis 59 Jahre alt und 35,5 % waren mindestens 60 Jahre alt. Das mittlere Alter betrug 48 Jahre. 46,3 % der Bevölkerung waren männlich und 53,7 % weiblich.
Das durchschnittliche Jahreseinkommen lag bei 35.819 $, dabei lebten 17,8 % der Bevölkerung unter der Armutsgrenze.
Im Jahr 2000 war Englisch die Muttersprache von 94,14 % der Bevölkerung, spanisch sprachen 4,95 % und 0,91 % hatten eine andere Muttersprache.

## Sehenswürdigkeiten
Das Capt. Harold B. Jeffries House und der Zephyrhills Downtown Historic District sind im National Register of Historic Places gelistet.

## Verkehr
In Zephyrhills mündet die Florida State Road 54 von Westen in den U.S. Highway 301.
Der nächste Flughafen ist der rund 50 Kilometer südwestlich gelegene Tampa International Airport.

## Kriminalität
Die Kriminalitätsrate lag im Jahr 2010 mit 494 Punkten (US-Durchschnitt: 266 Punkte) im hohen Bereich. Es gab einen Mord, vier Vergewaltigungen, 23 Raubüberfälle, 37 Körperverletzungen, 232 Einbrüche, 688 Diebstähle und 23 Autodiebstähle.